# Nicholas Presciutti
Nicholas Presciutti (né le 14 décembre 1993 à Rome) est un joueur de water-polo italien, défenseur de l'Associazione Nuotatori Brescia.
Son frère Christian Presciutti est médaillé d'argent aux Jeux olympiques de 2012. Il fait partie de l'équipe nationale italienne lors des Championnats du monde de natation 2015 à Kazan.